# شهرستان اوخینسکی
شهرستان اوخینسکی (به لاتین: Okhinsky District) یک شهرستان در روسیه است که در استان ساخالین واقع شده‌است.